# Aeroporto di Amburgo-Fuhlsbüttel
L'aeroporto di Amburgo (IATA: HAM, ICAO: EDDH), dal 2016 noto anche come aeroporto di Amburgo Helmut Schmidt, ex aeroporto di Amburgo-Fuhlsbüttel, è l'aeroporto internazionale della città di Amburgo.
È il più antico e quinto più trafficato aeroporto della Germania. Nel 2018 ha trasportato circa 17,23 milioni di passeggeri. 
È base della compagnie Eurowings e Condor.

## Terminal
L'aeroporto di Amburgo ha due terminal, il terminal 1 e il terminal 2, collegati a un edificio centrale, chiamato Plaza airport, che ospita varie aree shopping. Entrambi i terminal hanno un soffitto alto e curvo progettato per emulare la forma di un'ala.

### Terminal 1
Il terminal 1 è stato aperto nel 2005 e la sua struttura è simile a quella del terminal 2. Ha molti edifici a risparmio energetico e idrico e attualmente accoglie i voli delle compagnie non appartenenti a Star Alliance.

### Terminal 2
Il terminal 2 è stato aperto nel 1993. Esso accoglie i voli delle compagnie Star Alliance, oltre a quelli di Condor, affiliata a Lufthansa.